# Jorge Gallardo
Jorge Gallardo Gómez (San José, 12 de diciembre de 1924 - 4 de abril de 2002) fue un pintor y escritor costarricense.

## Trayectoria
Gran maestro de la plástica costarricense, también hizo considerables aportes como escritor. Su formación fue sólida, contando entre sus maestros nacionales al pintor Gonzalo Morales, maestro de la Escuela Académica de Arte Costarricense y al maestro Daniel Vázquez Díaz en la Real Academia de Bellas Artes de San Fernando de Madrid. 
Sus obras forman parte de las colecciones de arte más importantes del Gobierno de Costa Rica así como de muchos particulares, tanto nacionales como extranjeros. Su arte es una mezcla irreverente en la que se fusionan un magistral dibujo con el uso de un color impecable, al que muchos han considerado plano y sin complejidades. Sin embargo, hizo uso de todo lo aprendido en el lejano continente y lo incorporó a la vida cotidiana, regalando elementos atrevidos a su visión del mundo, no sólo como delator de una realidad cruda del más pobre ser costarricense sino también desde una perspectiva en la que la religión era el mensaje de esperanza para todos los desposeídos.
Jorge Gallardo denominó su arte como "Realismo Cristiano" y publicó en 1968 su manifiesto de vocación al que llamó "El Arte por la Caridad". Algunas otras de sus obras escritas son: "La Justicia Divina" (cuentos, 1968); "Dar, Amanecer del Amor" (poesías, 1974); "La Celestina Intelectualoide" (novela corta, 1975); "La Guerra Intrauterina" (novela corta, 1975); "La Pedagogía Diabólica" (novela corta, 1978).
Jorge Gallardo arribó a Europa en una época controvertida, recién terminada la Segunda Guerra Mundial, encontrando en el contexto europeo una clase abierta de historia y arte en la que se entrelazaban rasgos propios de un momento convulso así como sus hacedores, hoy todos ellos se cuentan como grandes personalidades del mundo intelectual. Octavio Paz, Gabriela Mistral, Giovanni Papini, Alfonso Paso, Camilo José Cela son sólo algunos de los que se enumeraban entre los amigos de Gallardo; muestra del pujante entorno que concibió en Europa y que hizo grande su horizonte, pero que le permitió visualizar su misión como pintor: definiendo a Costa Rica, como la heredera universal de su lenguaje pictórico. 
Muchos han expresado opiniones con respecto a su aporte artístico y a su identidad como hombre y como artista, sin embargo Jorge Debravo (nuestro gran poeta turrialbeño) diría: "...Creo que la obra de Gallardo se está ganando su porción de eternidad y que sabrá conservarla por sí misma, sin necesidad de dómines y cirineos. Y se ganará ese sitio porque Gallardo es un pintor fiel a sí mismo y a su pueblo....Un pintor así, sin dobleces, que no agacha la cabeza ante los críticos ni ante los poderosos, necesariamente conquistará una parcela de honor en el territorio del arte."

## Estudios
- 1906 - Pintura mural, Academia La Esmeralda, México D.F., México

- 1948 - Estudios de pintura, Real Academia de Bellas Artes de San Fernando, Madrid, España.
- 1952 - Estudios de pintura mural, Academia de San Marcos, Florencia, Italia.
- 1953 - Pintura y dibujo, Escuela de Bellas Artes, Roma, Italia.
- 1954 - Cursos de verano, Escuela de Bellas Artes, París, Francia y L'Académie de la Grande Chaumière, París, Francia.

## Exposiciones individuales
- 2003
  - "Jorge Gallardo: Artista del Pueblo", Homenaje Póstumo de la Fundación Museos Banco Central, San José, Costa Rica.
- 2001
  - "Jorge Gallardo: Arte y Compromiso Social", Trigésimo Aniversario del Instituto Mixto de Ayuda Social, IMAS, San José, Costa Rica
  - "Homenaje al Maestro Jorge Gallardo", Ministerio de Cultura, Juventud y Deportes, San José, Costa Rica.
- 2000
  - "Ayer y Hoy: Jorge Gallardo", Jorge Gallardo, Casa de Arte S.A., San José, Costa Rica.
- 1998
  - "Itinerario Español: Plástica de Costa Rica", Centro Cultural de España, San José, Costa Rica.
- 1997
  - "El Café y el Teatro: Nuestras Raíces y la Cultura", Salón de Honor, Certamen de Pintura en el Teatro Nacional, San José, Costa Rica.
- 1986
  - "El Mensaje Religioso de Jorge Gallardo", Museo de Arte Costarricense, San José, Costa Rica.
- 1984
  - "Plástica de Jorge Gallardo", Galería Enrique Echandi, San José, Costa Rica.
- 1983
  - "Retrospectiva de Dibujo", Sala Julián Marchena, Museo de Arte Costarricense, San José, Costa Rica.
- 1982
  - "Exposición en Honor a la Virgen de los Ángeles", Sala Julián Marchena, Museo de Arte Costarricense, San José, Costa Rica.
- 1981
  - "Llegada de los Reyes Magos", Primer Desayuno Católico, Cariari Country Club, San José, Costa Rica.
- 1980
  - "Pinturas de esta Tierra", Sala Julián Marchena, Museo de Arte Costarricense, San José, Costa Rica.
  - "Pintura Religiosa", Colegio de Artes Plásticas, Universidad Autónoma de Centroamérica, San José, Costa Rica.
- 1977
  - "Vía Crucis", Pinturas", Galería Enrique Echandi, San José, Costa Rica.
- 1976
  - "Pinturas", Galería Enrique Echandi, San José, Costa Rica.
- 1975
  - "Jorge Gallardo, Pintor y Escritor", Clínica Dr. Clorito Picado, Caja Costarricense de Seguro Social, CCSS, San José, Costa Rica.
  - "Pinturas", Galería Enrique Echandi, San José, Costa Rica.
- 1974
  - "Pinturas y Dibujos", Biblioteca de la Universidad de Costa Rica, San José, Costa Rica.
- 1973
  - "Pinturas y Dibujos, Galería Enrique Echandi, San José, Costa Rica.
- 1972
  - "Quince Misterios del Rosario de la Virgen María, Caja Costarricense del Seguro Social, CCSS, San José, Costa Rica.
  - "Exposición Individual", Dirección General de Artes y Letras, San José, Costa Rica.
  - "Once Misterios del Rosario ya la Virgen María", Dirección General de Artes y Letras San José, Costa Rica.
  - "Misterios del Rosario de la Virgen María", XIII Reunión de la Conferencia Episcopal Latinoamericana, San José, Costa Rica.
  - "Obras de Jorge Gallardo", Local de las Hermandades de Trabajo, Dirección General de Artes y Letras, San José, Costa Rica.
  - "Dibujos", Cincuentenario Centro de Adaptación Social "El Buen Pastor", Ministerio de Cultura, Juventud y Deportes, San José, Costa Rica.
- 1970
  - "Dibujos", Líceo José Martí, Puntarenas, Costa Rica.
  - "Exposición Individual", Dirección General de Artes y Letras, San José, Costa Rica.
- 1969
  - "Exposición Individual", Dirección General de Artes y Letras, San José, Costa Rica.
  - "Dibujos: Exposición y Retrospectiva", Dirección General de Artes y Letras, San José, Costa Rica.
  - "Exposición Individual", Ministerio de Educación Pública, MEP, San José, Costa Rica.
- 1966
  - "Obra Plástica de Jorge Gallardo",Dirección General de Artes y Letras

San José, Costa Rica.
- 1965
  - Dibujos de Jorge Gallardo", Dirección General de Artes y Letras, San José, Costa Rica.
- 1960
  - "Dibujos de Jorge Gallardo", Teatro Arlequín, San José, Costa Rica.
- 1953
  - Jorge Gallardo, 10 pinturas y Dibujos", Teatro Nacional de Costa Rica, Ministerio de Educación Pública, MEP, San José, Costa Rica.

## Premios y reconocimientos
- 1980 - Certificado "OBRA DE MERITO", Consejo Superior de Educación San José, Costa Rica.
- 1973 - Condecoración "Medalla Pontificia Su Santidad Pablo VI", San José, Costa Rica.
- 1971 - Premio Nacional "Aquileo J. Echeverría" en Dibujo, San José, Costa Rica.
- 1963 - Premio Nacional "Aquileo J. Echeverría" en Pintura, San José, Costa Rica.